# 李在明襲撃事件
李在明襲撃事件（イ・ジェミョンしゅうげきじけん）は、2024年1月2日に共に民主党代表の李在明が刃物で首を切りつけられた事件。釜山広域市の加徳島を訪れた際、60代の男に襲撃された。犯人はその場で逮捕された。

## 背景
韓国において政治的暴力は以前より存在している。2006年、ハンナラ党代表（当時）の朴槿恵が顔を切りつけられた。朴の父である朴正煕は1979年に側近により暗殺されている。また第20代大統領選挙を2日後に控えた2022年3月7日には、当時共に民主党代表であった宋永吉が大統領候補の李の支援遊説中に鈍器で暴行された。この大統領選挙では最終的に、李は韓国大統領選史上最も僅差で尹錫悦に敗れた。
同年5月、李は6月1日に行われる仁川広域市桂陽区乙選挙区の国会議員補欠選挙へ立候補し、当選した。 その後8月28日に共に民主党代表に選出された。
今回の襲撃事件当時、李は汚職で起訴されていたが、李は不正を否定しこれに政治的動機があるとしていた。また事件の約3か月後には第22代総選挙が控え、与野党幹部が各地での遊説を行うなど政治家の動きが活発化していた。

## 襲撃

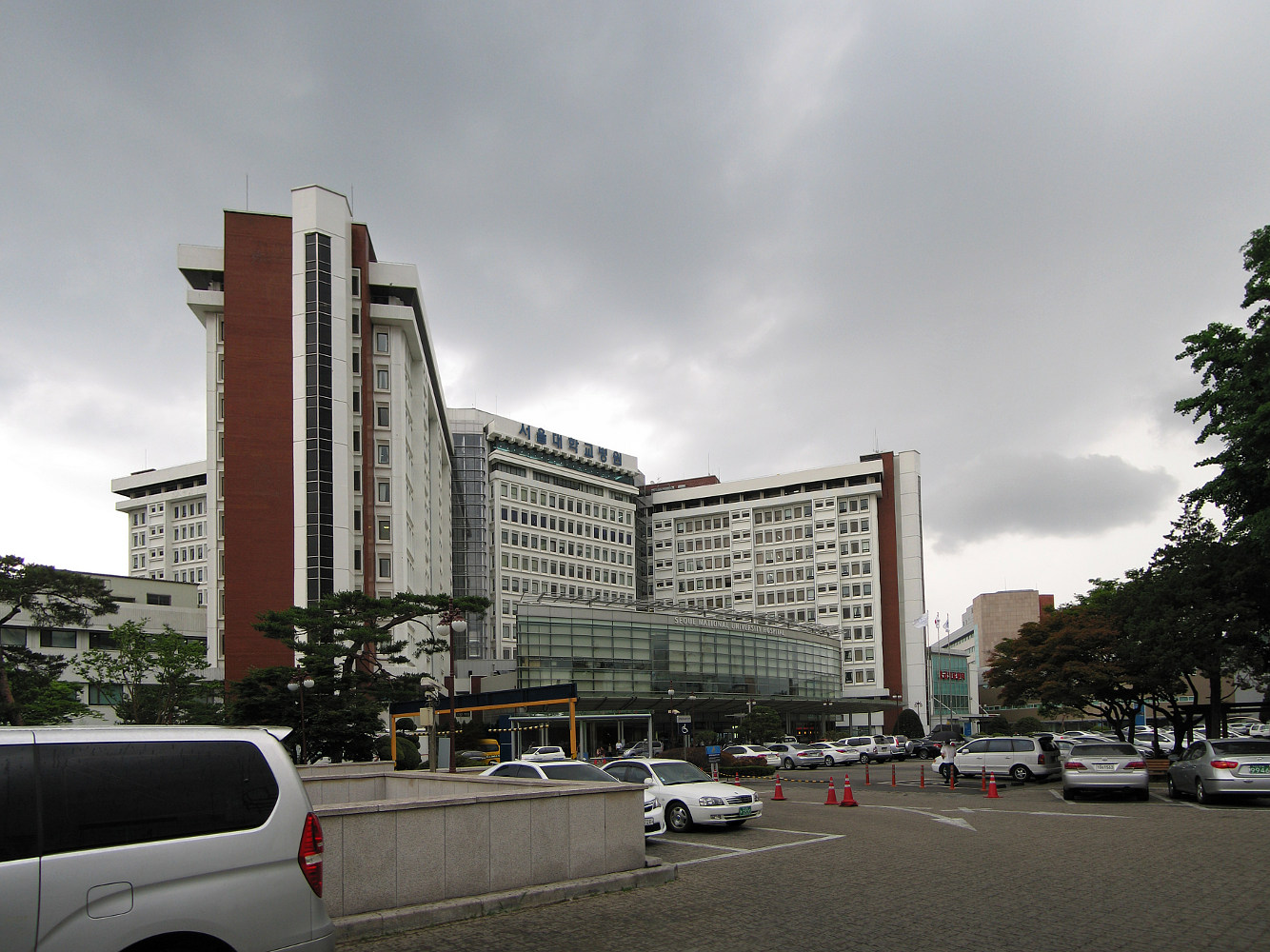
李が運ばれたソウル大学校病院。

2024年1月2日、李は加徳島新空港の建設現場を視察し、その後記者団と話していた。午前10時27分（韓国標準時）、男1人が李に近づきサインを求めた。そして襲い掛かり李の首の左側を切りつけた。党関係者と警察によってすぐに犯人は制圧された。李は地面に倒れこみ、李の首にはハンカチが当てられた。警察によると李は出血したものの意識はあった。李は10時47分に救急車に乗せられ、11時16分に釜山大学校病院に到着した。次いで意識がある状態でヘリコプターでソウル大学校病院に運ばれた。 
李は首に約1センチメートルの切り傷を負い、軽く出血したと報じられた。共に民主党の報道官権七勝は頸静脈の損傷とさらなる出血が医師団に懸念されていたと明かした。李はその日の遅くにソウル大学校病院で緊急手術を受けた。共に民主党関係者は手術が「予想より長くかかり、私たちは李の経過を注意深く見守っている」と大学病院で述べた。

## 犯人
犯人は男で忠清南道在住の不動産業者。襲撃時「私は李在明です」と書かれた紙製の王冠をかぶっていた。警察によると1957年生まれである。
釜山警察庁の捜査本部が10日、動機について「李代表が大統領になることを阻止し、総選挙で特定勢力を公認とし多数の議席を確保することができないようにするため」だったと説明した。また、李の疑惑が十分に処罰されそうにないと不満を持っていたことも犯行につながったという。その後同年7月5日、犯人が殺人未遂と公職選挙法違反の罪で懲役15年を言い渡された。
また、70代の知人の男が1月7日に殺人未遂ほう助の疑いで緊急逮捕されていた。警察の伝えたところによると「容疑者は襲撃犯に対し、『残す言葉』（弁明書）を郵便で発送してやると約束した疑い」がある。なお、これ以外に事件に関与した人物は確認されず、60代の男による単独犯行である。

## 反応
韓国大統領の尹錫悦は「決してあってはならないことが起きた。韓国社会はこのような暴力行為を容認してはならない」と報道官を通じて表明し、警察には真相究明などを指示した。また尹は3日に行われた政府要人らとの新年あいさつ会で「テロはどのようなものであっても被害者に対する加害行為、犯罪行為を超えて人間の自由を抑圧し、自由社会を目指す皆の敵」と非難した。共に民主党の報道官権七勝は「この事件は李在明代表へのテロ攻撃であり、どんな状況でも起こるべきでない民主主義への深刻な脅威だ」と述べた。10日に退院した李は「相手を殺して消し去るという戦争のような政治はもう、終息しなければならない」と指摘した。
韓国警察庁長官の尹熙根は事件の調査のために釜山に特別調査チームを設置すると発表した。また警察庁は全国で要人警護を強化するとも発表している。
同月16日、政府の国民権益委員会が李がヘリコプターで移送されたことについて、これが「特権」に当たるかどうか調査を開始したと明らかにした。判断を求める申告が複数あったためだという。共に民主党は「医師の判断で移したものであり、正常な手続きを経た」と説明しているが、大邱市医師会が「ヘリコプターによる搬送は明白な職権乱用であり、救急医療システムを崩壊させる特権行為」とするなど批判もあった。